# Payment factory
 (septembre 2017).
Si vous disposez d'ouvrages ou d'articles de référence ou si vous connaissez des sites web de qualité traitant du thème abordé ici, merci de compléter l'article en donnant les références utiles à sa vérifiabilité et en les liant à la section « Notes et références ».
Une payment factory, plus rarement appelé "Usine à paiements" ou "Plateforme de paiements" dans le domaine de la trésorerie est un processus organisé de gestion des paiements d'une entreprise permettant de centraliser et de dématérialiser les transactions, le plus souvent au sein d'un progiciel dédié.

## Utilité
Initialement la payment factory permet de concentrer tous les paiements et processus bancaires des filiales d'un groupe pour réduire les frais bancaires et de transactionnels.  
La dématérialisation et l'automatisation des paiements permet d'obtenir une meilleure visibilité des comptes de l'entreprise et donc un contrôle plus efficace. La centralisation des paiements au sein d'une payment factory a pour but d'optimiser la visibilité de l'information financière au sein d'un groupe (maison-mère, filiales...) au sein d'un espace sécurisé (cryptage des données, administration des privilèges des utilisateurs...) et dématérialisé. Ce service est généralement effectué par une société tierce spécialisée dans le développement de logiciels de payment factory pour le compte d'une entreprise cliente. 
La mise en place de l'Espace unique de paiement en euro (SEPA) a nettement favorisé le développement des centrales de paiement en Europe. 

## Structure et contenu
Les logiciels de payment factory gèrent habituellement tous les types de paiements comme les virements internationaux, de salaire, les prélèvements ou bien les relevés LCR. Ils possèdent souvent plusieurs interfaces qui traitent les données d'information de paiements dans des formats de fichiers différents, gèrent les autorisations de paiements et les délais de paiements. Ils prennent également en compte plusieurs types de protocoles de communication bancaire : EBICS, SWIFTNet, X400, FTP ... La concentration des transactions transforme les faibles volumes des filiales en plus larges volumes transactionnels cumulés ce qui permet notamment d'acquérir une meilleure capacité de négociation des taux d’intérêts et d'autres frais auprès des banques. 
Ces logiciels utilisent désormais le plus souvent la technologie Web (accès pour les utilisateurs finaux via un navigateur Internet de type Internet Explorer, Mozilla Firefox ou Google Chrome), voire le modèle d'exploitation SaaS (logiciel en tant que service) où le logiciel est installé sur un serveur externe à l'entreprise, qui abandonne ainsi les contraintes d'hébergement, mais confie totalement des données financières et personnelles sensibles (virements de paie, prélèvements clients, comptes bancaires...) à l'hébergeur ou à l'exploitant. Les clients de la payment factory doivent alors payer à la société tierce un abonnement pour l'utilisation du logiciel.

## Destinataires
Ces logiciels restent majoritairement très coûteux et sont davantage destinés aux grands groupes, désireux de centraliser tous leurs paiements et plus globalement tous leurs flux d'information financière (y compris les encaissements), en un point unique. Ils tendent néanmoins à se démocratiser dans des entreprises de plus petite taille soit en cours. Les sociétés développant des programmes de payment factory peuvent rencontrer quelques difficultés pour adapter et vendre leurs logiciels aux systèmes informatiques de petites ou moyennes entreprises, leurs systèmes étant souvent surdimensionnés pour cette gamme de sociétés.